# Salvino Catania
Salvino Catania (Mazara del Vallo, 14 marzo 1945 – Mazara del Vallo, 7 dicembre 2013) è stato un pittore italiano.

## Biografia

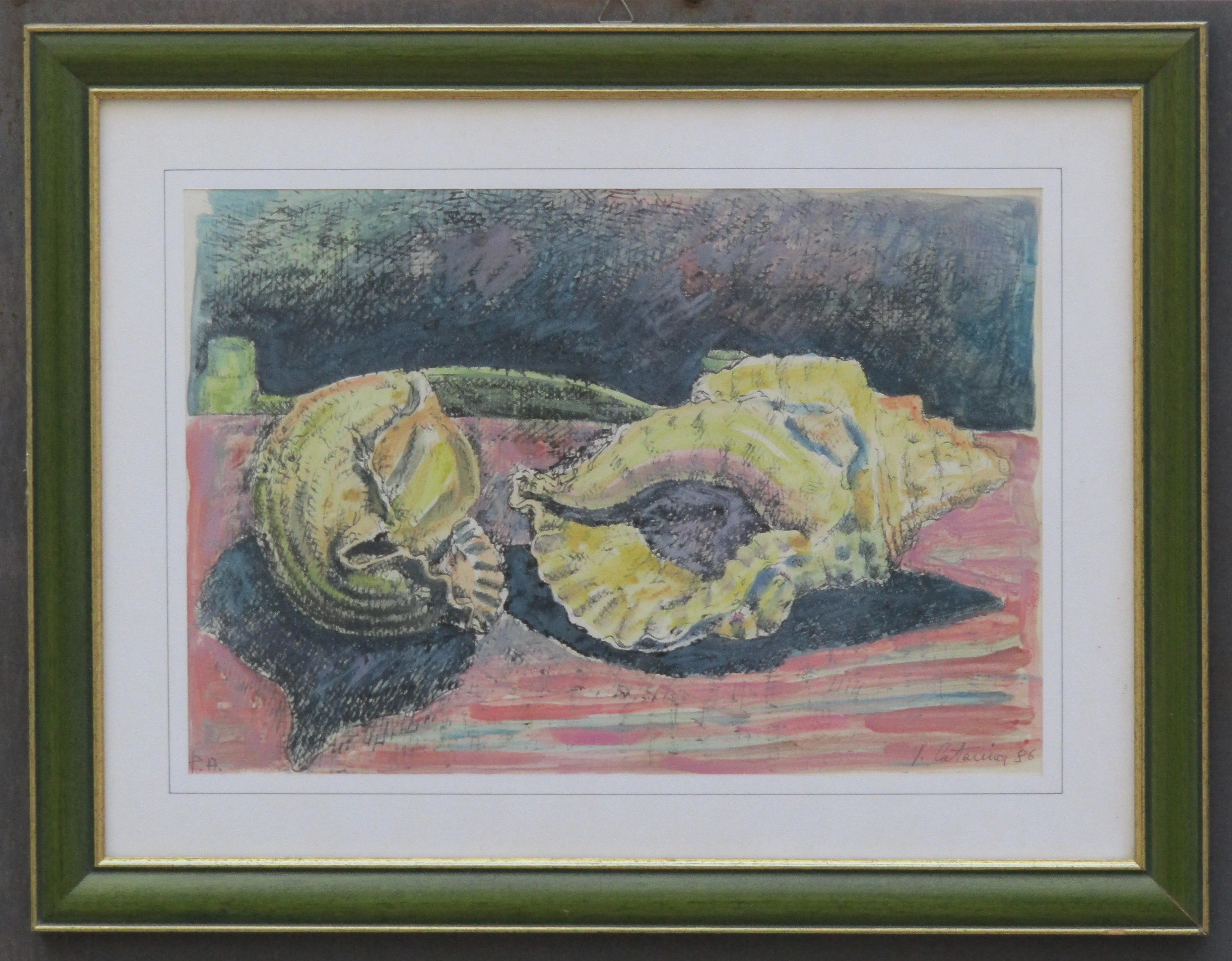
Conchiglie 1986

Salvino Catania, all'anagrafe Salvatore, nacque in una benestante famiglia mazarese. Il padre Antonino era proprietario terriero, la madre Rosa La Bella era casalinga.
Da bambino gli viene diagnosticata la meningite che probabilmente è la causa di alcuni disturbi psichici che lo portano negli anni successivi a subire diversi TSO. In seguito racconterà a una amica che "dopo i TSO la sua anima rimaneva svuotata per mesi, privata dalla scintilla del creare e dell'osservare, del pensare e dell'agire". La malattia e i conseguenti trattamenti lo rendono "un paziente cronico ma soprattutto un uomo difficile".
Consegue la maturità presso il liceo artistico di Palermo nel 1964 e frequenta le Accademie di Belle Arti di Firenze e di Roma non completando però il ciclo di studi. A Firenze e nella capitale diventa amico di alcuni artisti che avevano fatto parte dell'ormai dissolto Gruppo Forma 1, tra cui il suo concittadino Pietro Consagra.
Verso la fine degli anni '60 e l'inizio degli anni '70 insegna per brevi periodi materie pittoriche nelle scuole secondarie di primo grado e nell'Istituto Regionale d'Arte di Mazara del Vallo. Dopo questo periodo Salvino Catania decide di vivere per le strade della sua città, traendo sostentamento dalla vendita ai passanti delle opere pittoriche che va realizzando.
(Dialoghi Mediterranei. Editoriale del 1º gennaio 2014)
L'impressione che di lui hanno i suoi concittadini è quella che "Salvino era una persona colta, non uno che sputava frasi rubacchiate qua e là".
(ANSA del 7 dicembre 2013)
Il 7 dicembre 2013 Salvino Catania muore nella sua abitazione a causa di un incidente domestico, il suo corpo irriconoscibile semicarbonizzato viene trovato in mezzo al "degrado, qualche candela e numerose cicche di sigarette". Nel 2015 gli viene dedicata a Mazara del Vallo una mostra personale con più di 500 quadri in catalogo e nel numero di maggio del 2021 la rivista internazionale Litterateur dedica ampio spazio alla figura e all'opera di Salvino Catania.